# Seaxwulf
Seaxwulf, Sexwulf ou Saxulf est un prélat anglo-saxon du VIIe siècle. Il est le fondateur de l'abbaye de Medeshamstede et l'un des premiers évêques des Merciens.

## Biographie
D'après l'Histoire ecclésiastique du peuple anglais de Bède le Vénérable, Seaxwulf, fondateur de l'abbaye de Medeshamstede, sur les terres des Gyrwas, devient évêque des Merciens, avec son siège à Lichfield, après la déposition de Wynfrith par l'archevêque Théodore. Ce choix suggère que son abbaye bénéficiait alors d'un certain prestige. Bède précise également qu'en 676, peu après son avènement, Seaxwulf recueille l'évêque de Rochester Putta, qui fuit les armées du roi Æthelred de Mercie.
Des traditions ultérieures de l'abbaye de Peterborough, refondée au Xe siècle sur le site de Medeshamstede, affirment que Seaxwulf a bénéficié du soutien de Peada, roi des Angles du Milieu dans les années 650, puis de Wulfhere, roi des Merciens de 658 à 675. Elles lui attribuent également la fondation d'un ermitage à Thorney. Son monastère semble avoir été lié à celui (en) de Breedon on the Hill. Il meurt vers 692.
L'historien John Blair voit en Seaxwulf « un laïc de haut rang ayant choisi une vie religieuse et utilisant sa fortune pour se fonder un monastère, sur le modèle de son quasi-contemporain Benoît Biscop ». Pour Simon Keynes, il reste « un personnage énigmatique ».